# الیکایی‌های درختی
الیکایی‌های درختی (نام علمی: Henicorhina) نام یک سرده از تیره الیکایی است.